# Hannatu Salihu
Hannatu Jibrin Salihu é a comissária de Educação do Estado do Níger.

## Carreira
Em 2020, ela foi convidada para Singapura, onde fez uma palestra sobre criatividade e inovação na educação na Nigéria.
Como Comissária da Educação do Estado do Níger, ela definiu um plano depois de um montante de 86 milhões ter sido aprovado pelo governo estadual para colocar em quarentena, fornecer alimentação e repatriar os alunos de Almajirai depois de outros governos estaduais os terem devolvido aos seus vários estados de origem. Ela também fez um anúncio para uma data fixa para retomar as escolas após um longo bloqueio em todo o país provocado pela pandemia COVID-19.